# Nuruddin Farah

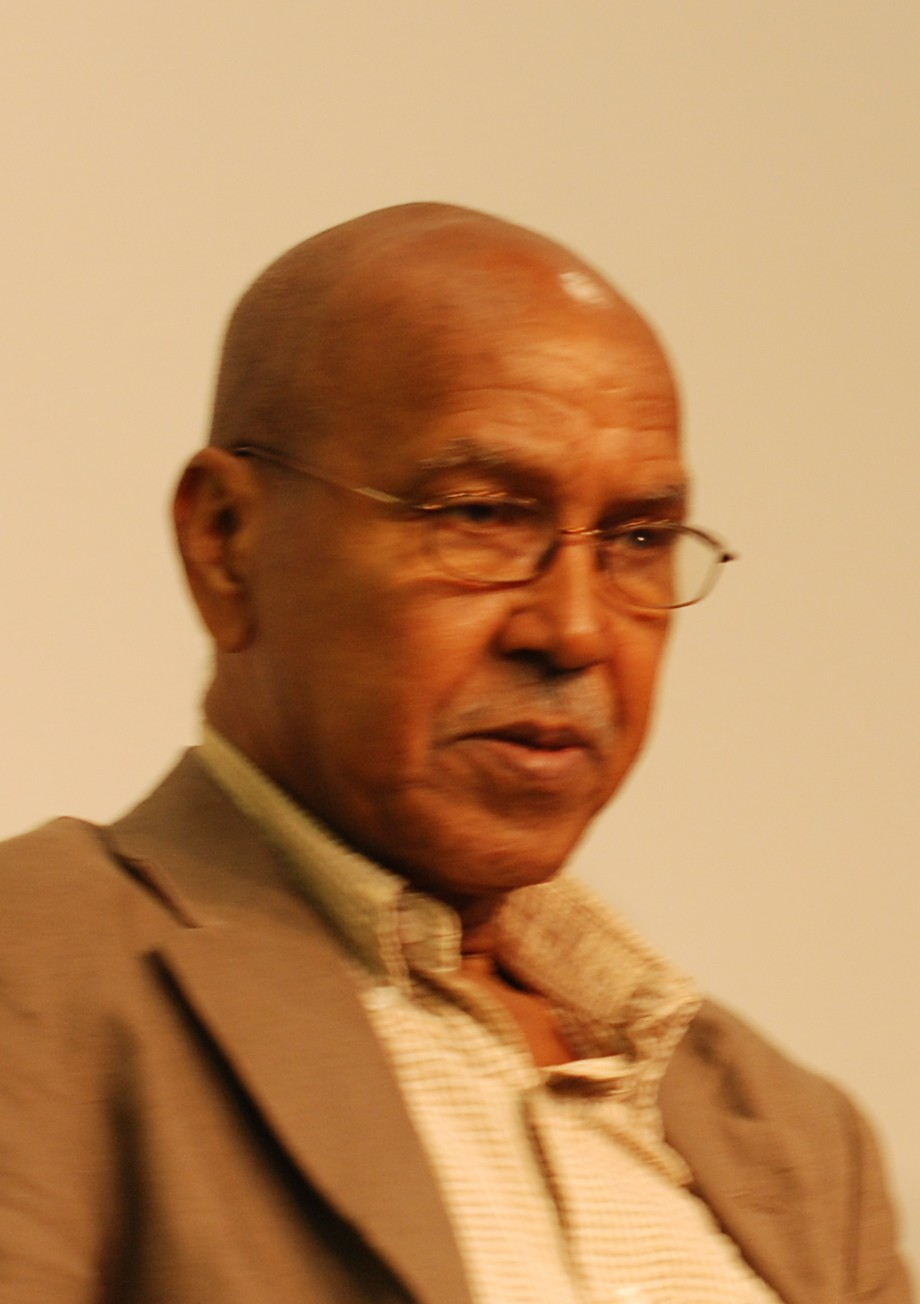
Nuruddin Farah, 2010

Nuruddin Farah (* 24. November 1945 in Baidoa) ist ein somalischer Schriftsteller. Er gilt als einer der bedeutendsten afrikanischen Schriftsteller der Gegenwart. Ein bevorzugtes Thema seines Schreibens ist die Situation der Frauen im postkolonialen Somalia. Nuruddin schreibt in englischer Sprache.

## Leben
Nuruddin Farah Hassan wurde in Baidoa, damals Italienisch-Somaliland, geboren. Er stammt aus einer Familie mit dichterischer Tradition: Seine Mutter Aleeli Faduma war Dichterin, ebenso wie zwei seiner Urgroßväter. Sein Vater war Kaufmann. Farah wuchs im äthiopisch regierten Ogaden auf und besuchte die Shashamanne-Schule in Äthiopien und das Instituto Magistrale di Mogadiscio in Mogadischu, wo die Unterrichtssprache Italienisch war. Schon als Jugendlicher beherrschte er mit Somali, Amharisch, Arabisch, Italienisch und Englisch fünf Sprachen.
Nach Abschluss seiner weiterführenden Ausbildung arbeitete Farah kurze Zeit für das Bildungsministerium in Mogadischu. Im Alter von 20 Jahren schrieb er seine erste öffentlich erschienene längere Geschichte: Why Die So Soon? (1965 periodisch herausgegeben in einer staatlichen Zeitung, der Somali News), welche breiten Anklang fand. Von 1966 bis 1969 studierte Farah Literatur und Philosophie an der Panjab University in Chandigarh, Indien. Während dieser Zeit schrieb er Revues und begann an zwei Manuskripten für Novellen zu arbeiten, die jedoch abgelehnt wurden. 1969 ging er mit einer indischen Studentin in Delhi eine Ehe ein, die 1972 endete. Nach seinem B.A.-Abschluss kehrte er nach Mogadischu zurück, um als Lehrer zu arbeiten.
Als der spätere Diktator Siad Barre im Oktober 1969 mit einem Putsch die Regierungsmacht an sich riss und in Somalia die sozialistische Demokratie ausrief, ließ sich der junge Nuruddin Farah von der allgemeinen Begeisterung noch mitreißen. Wie viele Andere erhoffte auch er sich von den angekündigten Reformen einen Rückgang der starken Korruption und des Nepotismus (Vetternwirtschaft), die Somalia seit dessen Unabhängigkeit 1960 arg beutelten (siehe auch Geschichte Somalias). Farah wurde jedoch sehr bald zu einem entschiedenen Kritiker Siad Barres. Die Veröffentlichung eines 1969 geschriebenen Stücks, A Dagger in Vacuum, wurde Farah von den revolutionären Zensurbehörden verweigert. Bis 1973 unterrichtete Farah auf verschiedenen Stufen, unter anderem auch an der Nationalen Universität Somalias. Seine schriftstellerische Karriere begann mit dem noch in Indien geschriebenen Roman From a Crooked Rib (1970). Die Geschichte eines Nomadenmädchens, das flieht, um einer arrangierten Hochzeit mit einem älteren Mann zu entgehen, brachte Farah internationale Anerkennung.
1972 erhielt die somalische Sprache eine Orthographie (Rechtschreibung). Farah publizierte 1973 Auszüge aus einer Novelle in Somali, der ersten Novelle überhaupt, die in dieser Sprache geschrieben wurde. Deren vollständige Veröffentlichung wurde jedoch (als aufrührerisch bezichtigt) von der Regierung unterbunden. Sämtliche früheren und späteren Werke schrieb Farah auf Englisch.
1974 verließ Nuruddin Farah, wie viele andere Intellektuelle auch, die sich vor der Willkür des somalischen Regimes fürchteten, sein Heimatland Somalia, um in London und Essex Theaterwissenschaften zu studieren. Als Farah 1976 (ohne M.A.-Abschluss) heimkehren wollte, wurde er gewarnt, dass die somalische Regierung ihn wegen des Inhalts seiner eben erschienenen Novelle A Naked Needle festzunehmen beabsichtige. Anstatt zurückzukehren, wählte Farah das Exil, das mehr als 20 Jahre dauern sollte. Farah selber betonte dabei jedoch stets, dass sein Exil nur ein unmittelbarer physischer Zustand sei, und dass nicht er, sondern die somalische Diktatur sich im Exil befände.
Farahs späteres Werk besteht aus zwei Romantrilogien: Variations on the Theme of an African Dictatorship und Blood in the Sun. Variations attackiert die politische Korruption vieler autoritärer postkolonialer Regimes in Afrika und vergleicht sie mit den Schrecken des europäischen Kolonialismus; die Trilogie widmet sich auch dem Verhältnis der Geschlechter und der Praxis der Beschneidung der Mädchen. Der erste Band der Variations-Trilogie, Sweet and Sour Milk, erschien 1979, am Ende eines dreijährigen Aufenthalts Farahs als Englischlehrer und Übersetzer in Rom und Mailand. Sweet and Sour Milk wurde 1980 mit dem English Speaking Literary Union Prize ausgezeichnet. Während Farah von 1979 bis 1981 in Los Angeles lebte, kam Band zwei heraus, Sardines. Dieser wurde 1983, während einer halbjährigen Gastprofessur Farahs an der Universität Bayreuth, von Close Sesame gefolgt.
Daraufhin zog Farah in kurzer Zeit zwischen diversen afrikanischen Staaten umher: Er lebte 1981 bis 1984 in Nigeria, dann bis 1986 in Gambia, bis 1989 im Sudan, danach zwei Jahre in Uganda, ein Jahr in Äthiopien, und schließlich zog er 1992 wieder nach Nigeria. Während dieser Zeit arbeitete er an diversen Universitäten und Instituten und unterbrach seine Aufenthalte mehrmals mit kurzen Besuchen und Stipendiatsstellen in den USA und Europa. 1998 erhielt Farah den Neustadt International Prize for Literature.
Obwohl die Trilogie Variations on the Theme of an African Dictatorship in einer Reihe von Ländern gut aufgenommen wurde, war es Maps (1986), der erste Roman aus der Trilogie Blood in the Sun, der Farah endgültig berühmt machte. Maps (1991 mit dem Tucholsky-Preis in Stockholm ausgezeichnet) spielt während des Ogadenkriegs 1977. Es folgten die Romane Gifts (1993) und Secrets (1998). In Yesterday, Tomorrow: Voices from the Somali Diaspora (2000) porträtiert Farah somalische Flüchtlinge und Emigranten in Afrika und Europa, wofür er 2003 mit dem Sandro-Onofri-Preis für erzählende Reportage geehrt wurde. Die jüngeren Werke Links (2004) und Knots (2007) sind Bestandteil einer weiteren Trilogie, die sich mit dem Bürgerkrieg in Somalia auseinandersetzt.
Nuruddin Farah heiratete 1992 in zweiter Ehe die nigerianisch-britische Wissenschaftlerin Amina Mama. Das Paar hat zwei Kinder. Es hat sich inzwischen getrennt. 2010 wurde er in die Wettbewerbsjury der 60. Internationalen Filmfestspiele von Berlin berufen. 2020 wurde Farah in die American Academy of Arts and Sciences gewählt.

## Literarisches Schaffen
Der Zugang und das tiefere Verständnis des umfangreichen und vielschichtigen Werks von Nuruddin Farah wird oftmals über die Geschichte Somalias und die soziopolitischen Umstände des Landes sowie über die persönliche Biographie Farahs gesucht. Farahs Gesamtwerk eröffnet vielseitige Lesarten in Bezug auf unterschiedliche Themen. Beispielsweise kann man Farah als „Feminist“ lesen (vgl. erste Novelle: Why Die So Soon? 1965), ihn als Sozialwissenschaftler oder als paradoxen Postmodernisten sehen. Zentrale Themen und Hypothesen, mit denen das Gesamtwerk hindurch gearbeitet und die erarbeitet werden, sind die individuelle Autonomie und die soziale Verantwortung der Menschen.

### Hauptthema
Die Freiheit des Einzelnen, über sich selbst zu bestimmen, ist ein zentrales Anliegen und Problem in Farahs Werk. Diese Freiheit des Individuums und seine Autonomie beginnt für Farah im Kern im alltäglichen Knüpfens von Beziehungen zwischen Menschen sowie in den immer wieder neu entstehenden sozialen Formationen. Dort wird das Selbst und seine Autonomie geformt und beeinflusst. Um dieses Thema zu bearbeiten, dient Farah vor allem die somalische Gesellschaft und ihre Geschichte (fast alle Werke Farahs sind in Somalia angesiedelt). Dabei spielt die Handlung immer in der Nähe der Stadt.

### Sprache und Stil
In Farahs Sprache liegt eine gewisse Unbestimmtheit, die häufig mit weitläufigen Metaphern verbunden ist. In seinen Texten werden implizit Stimmen und Texte anderer wiedergegeben. Farah selbst sieht die Sprache als Mittel zur Konstruktion und Realisierung menschlicher Möglichkeiten. Man befindet sich als Leser Farahs in einer fiktiven Welt, die durch die Referenz zum gegenwärtigen Somalia Konturen erhält. Die physische Umgebung umfasst meist Innenansichten von verschiedenen Räumen. Die Fiktion wird schließlich durch den Plot zusammengehalten. Dieser bewegt sich meist hin zu einem scheinbar unlösbaren Rätsel oder Mysterium. Farahs Einzigartigkeit zeigt sich vor allem durch die konzeptionelle Art des Verhaltens der Protagonisten, welche meist auf Emotionalität und psychologische Innenansichten verzichtet. Farah erzählt nicht von Entwicklungen des sozialen Milieus, er lässt den Leser stattdessen an der Entwicklung des Bewusstseins seiner Figuren teilhaben.

## Werke (Auswahl)
(Neben diesen Werken hat Farah noch zahlreiche weitere Kurzgeschichten, Stücke und Essays geschrieben, die zum Teil unveröffentlicht blieben.)
- Why Die So Soon? Novelle. Mogadischu 1965.
- From a Crooked Rib. London 1970, ISBN 0-435-90080-3.
  - deutsch: Aus einer gekrümmten Rippe. Roman. 3. Auflage. Lamuv-Verlag, Göttingen 2000, ISBN 3-88977-589-6.
- A Naked Needle. London 1976, ISBN 0-435-90184-2.
  - deutsch: Wie eine nackte Nadel. Roman. Lembeck, Frankfurt am Main 1984, ISBN 3-87476-155-X.

Variations on the Theme of An African Dictatorship (Trilogie)
- Sweet and Sour Milk. Allison and Busby, London 1979, ISBN 0-85031-294-9.
  - deutsch: Bruder Zwilling. Übersetzung Martin Hielscher. Roman. Frederking und Thaler, München 2000, ISBN 3-89405-806-4.
- Sardines. Allison und Busby, London 1981, ISBN 0-85031-408-9.
  - Tochter Frau. Übersetzung Klaus Pemsel. Frederking und Thaler, München 2001, ISBN 3-89405-807-2.
- Close Sesame. Allison and Busyb, London 1983, ISBN 0-85031-475-5.
  - Vater Mensch. Übersetzung Klaus Pemsel. Frederking und Thaler, München 2001, ISBN 3-89405-808-0.

Blood in the Sun (Trilogie)
- Maps. London / New York 1986, ISBN 0-14-029643-3.
  - deutsch: Maps. Ammann, Zürich 1992, ISBN 3-250-10165-6.
- Gifts. Arcade Publishing, New York 1993, ISBN 1-55970-484-5.
  - deutsch: Duniyas Gaben. Roman. Suhrkamp, Frankfurt am Main 2001, ISBN 3-518-41286-8.
- Secrets. New York 1998, ISBN 1-55970-427-6.
  - deutsch: Geheimnisse. Roman. Suhrkamp, Frankfurt am Main 2000, ISBN 3-518-41133-0.
- Territoires. Le Serpent à Plumes, Paris 2000, ISBN 2-84261-190-X.
- Yesterday, Tomorrow: Voices from the Somali Diaspora. Cassell, London / New York 2000, ISBN 0-304-70702-3.
  - deutsch: Yesterday, tomorrow. Stimmen aus der somalischen Diaspora. Suhrkamp, Frankfurt am Main 2003, ISBN 3-518-12320-3.

Young thing (Trilogie)
- Links. 2004, ISBN 1-57322-265-8.
  - deutsch: Links. Roman. Suhrkamp, Frankfurt am Main 2005, ISBN 3-518-41723-1.
- Knots. 2007, ISBN 978-1-59448-924-2.
  - Netze. Übersetzung Reinhild und Gunter Böhnke. Suhrkamp, Frankfurt am Main 2009, ISBN 978-3-518-42103-1.
- Crossbones. 2011, ISBN 978-1-59448-816-0.
  - Gekapert. Roman. Übersetzung Susann Urban. Suhrkamp, Berlin 2013, ISBN 978-3-518-42362-2.
- Hiding in Plain Sight. Riverhead Books, New York City 2014.
  - Jenes andere Leben. Übersetzung Susann Urban. Suhrkamp, Berlin 2016, ISBN 978-3-518-42529-9.
- North of Dawn. A Novel 2018, ISBN 978-0-7352-1423-1.
  - Im Norden der Dämmerung. Übersetzung Wolfgang Müller. Verlag Antje Kunstmann 2020, ISBN  978-3-95614-352-6.